# Красно-Андреевский
Красно-Андреевский — поселок в Старожиловском районе Рязанской области. Входит в Ленинское сельское поселение

## География
Находится в западной части Рязанской области на расстоянии приблизительно 9 км на юг-юго-восток по прямой от районного центра поселка Старожилово к востоку от железнодорожной линии Рязань-Ряжск.

## Население
Численность населения: 6 человек в 2002 году (русские 83 %), 2 в 2010.